# Megapachylus mutilatus
Megapachylus mutilatus is een hooiwagen uit de familie Gonyleptidae.